# Micrapion steffani
Micrapion steffani är en stekelart som beskrevs av Boucek 1974. Micrapion steffani ingår i släktet Micrapion och familjen Leucospidae. Inga underarter finns listade i Catalogue of Life.